# Ism
Ism (en telugu, ఇజం) és una pel·lícula de cinema indi rodada en el mes d'agost de 2016 a València, amb el nom en clau Producció número 8. És un thriller, i entre les localitzacions es troben l'Avinguda dels Tarongers, l'Albereda, l'Ajuntament o les Torres de Serrans. Va ser protagonitzada per Nandamuri Kalyan Ram i Aditi Arya, amb un important paper secundari per a Jagapati Babu. Al rodatge hi participà l'actriu valenciana Yanira Zapatero. L'equip del film va estar integrat per quaranta persones, incloent-hi Vennela Kishore, el coreògraf Raju Sundaram i l'actor protagonista Nandamuri Kalyan Ram.
La pel·lícula va estrenar-se el 21 d'octubre de 2016.